# 柔子内親王
柔子内親王（じゅうしないしんのう）は、宇多天皇の第二皇女。母は藤原胤子で、醍醐天皇の同母妹にあたる。六条斎宮とよばれた。名は「よしこ」とも読む。

## 略歴
寛平4年（892年）12月29日に内親王に宣下される。寛平9年（897年）8月13日伊勢斎宮となり、昌泰元年（898年）4月25日野宮、5月初斎院に入った。昌泰2年（899年）9月8日、伊勢に向けてへ群行する。この日は大風であった。延長8年（930年）9月22日醍醐天皇が譲位し、12月に斎宮を退下した。斎宮在任は34年に及んだ。平安時代で最長の在任期間である。
『大和物語』に登場し、『後撰和歌集』に一首入集した。藤原兼輔ら歌人との交流が伝わるほか、斎宮在任中に凡河内躬恒が伊勢へ下り国々の名所の名を題に詠進した和歌一〇首が『躬恒集』に載る。また、柔子内親王の五十賀に際して中務（敦慶親王と歌人伊勢の娘）が屏風歌を詠んでいる。

## 参考資料
- デジタル版 日本人名大辞典+Plus（コトバンク）
- 角田文衛監修『平安時代史事典』角川書店、1994年。